# Juan de Benavides Bazán

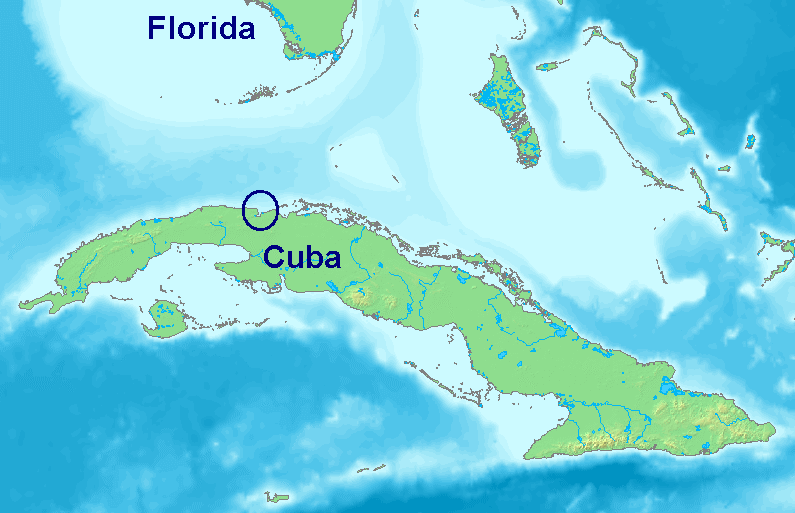
De baai van Matanzas op Cuba

Juan de Benavides Bazán (gestorven Sevilla, 18 mei 1634) was een Spaans admiraal, een neef en kleinzoon van de beroemde zeeheld Álvaro de Bazán. In 1615 werd hij benoemd tot admiraal. In 1620 tot bevelhebber van de Indische vloot. Hij werd bekend doordat hij de aan hem toevertrouwde Mexicaanse zilvervloot in september 1628 verloor aan een gemengd Hollands en Zeeuws eskader onder leiding van Piet Hein (Slag in de Baai van Matanzas). Nadat zijn vloot door een orkaan uit elkaar was geslagen, liet hij zich met vier grote schepen insluiten in de baai van Matanzas, Cuba. Toen de zeelui het land opvluchten volgde Juan de Benavides Bazán onder achterlating van de zilverschat. Dit werd hem niet in dank afgenomen. Juan de Benavides Bazán werd gearresteerd en naar Spanje gebracht. Na een lang proces kreeg hij de doodstraf wegens lafheid. Op 18 mei 1634 werd hij in Sevilla in het openbaar terechtgesteld.